# Mercurio ed Erse
Mercurio ed Erse è un dipinto di 57,8 × 69,2 cm, realizzato dal pittore olandese Gerard Hoet.
La scena rappresentata è tratta dalle Metamorfosi di Ovidio ed è resa in modo finemente decorativo dall'artista. Essa mostra Mercurio, identificato dai piedi alati, elmetto e caduceo, che guardando Erse, al ritorno da una celebrazione in onore di Minerva, se ne innamora.
La rappresentazione è caratterizzata dall'arrivo in scena della parte principale delle figure in una processione che risale attorno all'angolo. Il flusso di figure scompare in lontananza, creando così l'illusione di una folla molto più grande di quella visibile. In questo senso il dipinto presenta similarità con il quadro Paride presenta Elena alla corte di re Priamo.
Inoltre di nuovo in Mercurio ed Erse, Hoet ritrae alcune figure in posizioni inusuali, come ad esempio l'uomo affaticato sotto il peso di gravosi canestri, l'uomo arrampicato sulla fontana, o Mercurio stesso che sorvola la scena.